# Beni Yenni
Beni Yenni là một đô thị thuộc tỉnh Tizi Ouzou, Algérie. Dân số thời điểm năm 2002 là 6.813 người.